# حمله تاسوکی

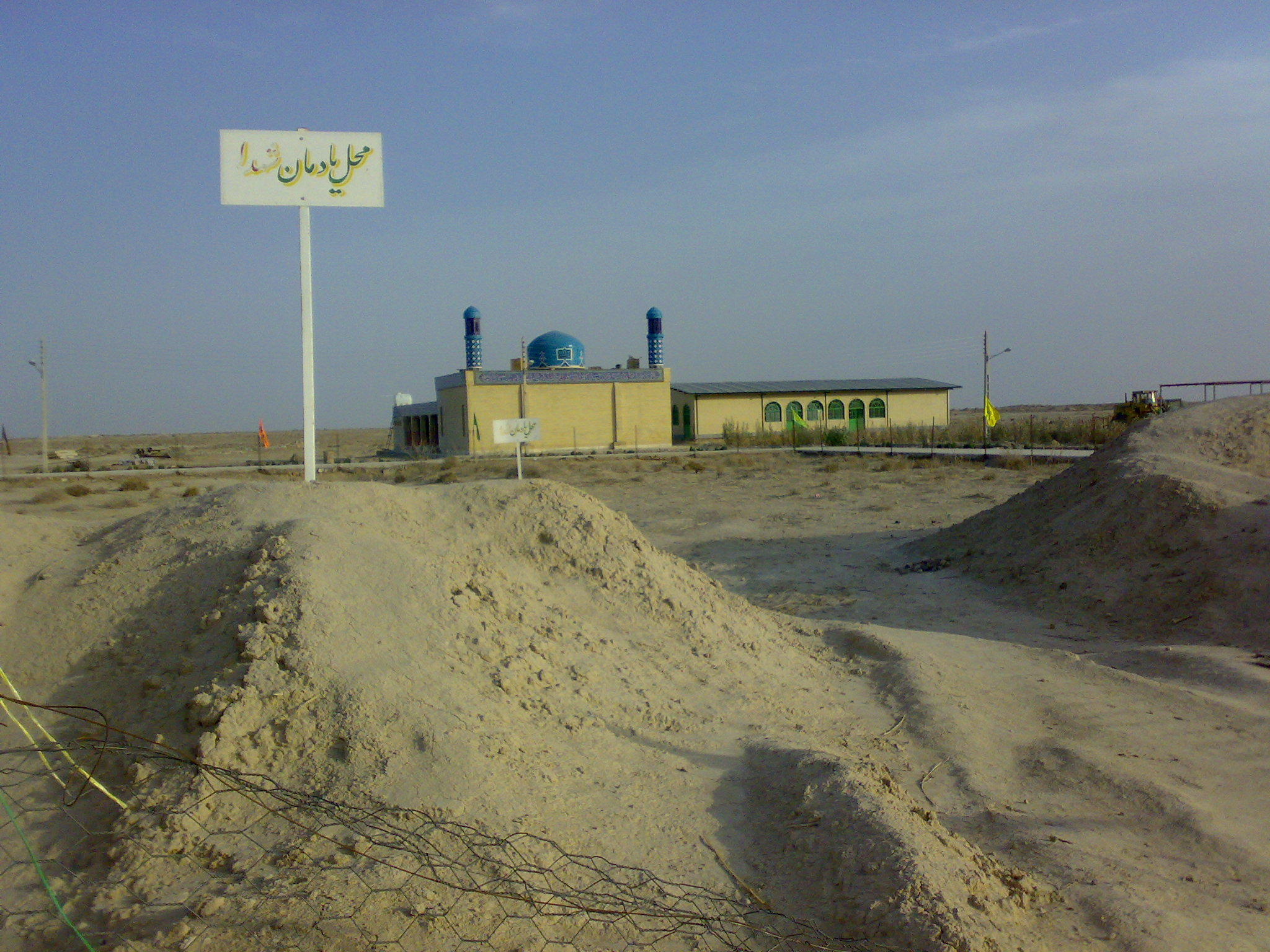
نمایی از محل حادثه تاسوکی در جاده زابل- زاهدان

تصاویر کشته شدگان حادثه تاسوکی

کشتار تاسوکی در تاریخ ۲۵ اسفند ۱۳۸۴ (۱۶ مارس ۲۰۰۶) عملیاتی بود که توسط گروه شبه نظامی جندالله نزدیک ساعت ۹ شب، در جاده زاهدان-زابل در فاصله نزدیک به ۱۰ کیلومتری پاسگاه تاسوکی انجام و باعث کشته و زخمی شدن ۲۸ تن شد. دست‌کم ۷ نفر دیگر نیز در این حادثه گروگان گرفته شدند. یک تن از گروگان‌ها (ستوان یکم پاسدار محمد شاهبازی) نیز در طول اسارت جان باخت و ۶ تن دیگر به تدریج طی ۲۰۰ روز آزاد شدند.
اعضای گروه جندالله با لباس مأموران انتظامی و نظامی در منطقه تاسوکی، ایستگاه ایست و بازرسی ایجاد کردند و با متوقف ساختن خودروهای مسئولان محلی و مردم عادی، سرنشینان آن‌ها را پیاده و شماری را در همان منطقه به صورت دست‌بسته، به گلوله بسته و شماری را نیز به گروگان گرفتند.
نویسنده کتاب تاسوکی (خاطرات یک گروگان) که مدتی از گروگان‌های این گروه بوده، از گرایش جندالله به ابومصعب الزرقاوی و فرقه وهابیت صحبت کرده‌است.

## فهرست کشته شدگان در حادثه تاسوکی
- مسلم لک زایی/ متولد ۱۳۶۴/طلبه
- نعمت‌الله پیغان/متولد ۱۳۵۴/روحانی و دانشجوی کارشناسی ارشد
- محمد شاهبازی
- محسن ذوالفقاری/متولد ۱۳۶۴/ خبرنگار باشگاه خبرنگاران جوان
- محمود سرگزی/متولد ۱۳۴۷/حراست فرمانداری زاهدان
- غلامرضا سرگلزایی نظامی/متولد ۱۳۵۸/کارمند برنامه و بودجه
- حسین صیادی/متولد ۱۳۳۲/بازنشسته شرکت نفت
- جواد روح‌الله طیبی
- جابر قویدل/ متولد ۱۳۶۹ / دانش آموز
- باقر فتوت/متولد ۱۳۳۰/کارمند شهرداری مشهد
- علیرضا قیصری/متولد ۱۳۵۴/کارمند اداره پست
- عیسی کوهستانی/متولد ۱۳۳۶/کارمند دانشگاه سیستان و بلوچستان
- صادق کیخا/متولد ۱۳۶۱/کاسب
- مهدی کیخا/متولد ۱۳۶۴/شغل آزاد
- حمید کیخازاده/ متولد ۱۳۶۷ / دانش آموز
- مهدی گرگ/متولد ۱۳۶۳/سرباز وظیفه
- مهدی نجفی/متولد ۱۳۴۷/ کاسب
- مهدی نوری
- محمد امیر واعظی/متولد ۱۳۵۵/مهندس راه و ساختمان
- محمد حسین واعظی/ متولد ۱۳۳۴/دبیر آموزش و پرورش
- محبعلی یوسفی/متولد ۱۳۴۷/حراست امور آب سیستان و بلوچستان[۶]

## مجروحین
- غلامعلی کوهستانی
- ابراهیم سرگلزایی
- حسنعلی نوری[۷]
- غلامرضا راهداری
- مصطفی رضوی
- مهدی آچاک[۶]

## واکنش‌ها
حسین وحید خراسانی از مراجع تقلید طی دیداری که با خانواده‌های کشته شدگان این حادثه داشت امنیت را حق مردم سیستان و بلوچستان دانست.